# Koçtepe, Kahta
Koçtepe là một xã thuộc huyện Kahta, tỉnh Adıyaman, Thổ Nhĩ Kỳ. Dân số thời điểm năm 2011 là 629 người.